# Kula (kanton zenicko-dobojski)
Kula – wieś w Bośni i Hercegowinie, w Federacji Bośni i Hercegowiny, w kantonie zenicko-dobojskim, w mieście Zenica. W 2013 roku liczyła 92 mieszkańców, z czego większość stanowili Chorwaci.